# 強い向い風の中で
『強い向い風の中で 』は、2001年6月2日に自主レーベル「AIR FIELD」からリリースされた、原田真二のミニ・ベスト。

## 解説
新録音は1曲。2000年に松田聖子に提供したシングル「The Sound of Fire｣のセルフカバー、原田真二バージョン。
アルバムタイトルのなっているM-1「強い向かい風の中で｣は、前作『Urban Angels』に収録された楽曲（松田聖子バージョンも存在する）。
M-3はシングル「雨のハイウェイ」のBest Songsバージョンと、バラード「EVERY NIGHT」のライブバージョン。
以上4曲を収録したミニアルバムサイズのライトセレクト版である。

## 収録曲
1. 強い向い風の中で　（4分33秒）
  - 作詞・作曲・編曲：原田真二
2. The Sound of Fire　（4分40秒）　
  - 作詞・作曲・編曲：原田真二
3. 雨のハイウェイ　（4分05秒） 
  - 作詞：松本隆／作曲・編曲：原田真二
4. EVERY NIGHT　（5分23秒）　
  - 作詞・作曲・編曲：原田真二